# IC 1283
IC 1283 — галактика типу EN (емісійна туманність) у сузір'ї Стрілець.
Цей об'єкт міститься в оригінальній редакції індексного каталогу.